# Rotační pád (jezdectví)
Rotační pád v jezdectví je pád koně při kterém se kůň převrátí a dopadne na hřbet. 
K rotačnímu pádu dochází, když se kůň zasekne o skok (o překážku), udělá salto, a nakonec, s největší pravděpodobností, dopadne na jezdce. Tento pád se nejčastěji vyskytuje v cross-country při soutěžích všestrannosti (třífázová soutěž skládající se z drezury, cross-country a parkuru). Tyto pády mohou způsobit těžká zranění i smrt.  

## Co je rotační pád?
Pády jezdce z koně jsou běžné a mohou se vyskytnout kdykoli, od tréninku až po soutěže. Jízda na koni je popisována jako „nebezpečná zábava“ s vysokou mírou úrazů a v některých případech i úmrtí. Jedním z velkých přispěvatelů do těchto statistik je i rotační pád. „Mezi květnem 1997 a zářím 2007 došlo ve všestrannosti po celém světě k 25 úmrtím jezdců“, 18 z nich bylo způsobeno rotačními pády. 
K tomuto pádu často dochází v důsledku toho, že kůň narazí do překážky svýma předníma nohama. Pravděpodobnost může být zvýšena řadou faktorů, včetně: stavu země, zkušeností jezdce, zkušeností koně, typu skoku atd.

### Proč se rotační pády nejvíce objevují ve všestrannosti?
Fáze cross-country představuje několikakilometrovou dráhu s pevně ukotvenými překážkami. Skoky vyžadují, aby jezdec najel na skok ve správné rychlosti, odskočil z dobrého úhlu a bodu. Výskyt rotačního pádu se zvyšuje společně s výškou skoků. Ačkoli v minulosti, docházelo k rotačním pádům i v parkurové fázi, protože břevna bývala upevněná na stojanech, v dnešní době jsou skoky navrženy s bezpečnostními držáky, které jim umožňují při větším zavadění koně spadnout.

## Pozadí a studie
Všechny sporty a aktivity představují jistá rizika (od malých až po velké) pro jednotlivce nebo týmy, které se jich účastní. Všestrannost se neliší, je považována za „vysoce rizikový jezdecký sport“. Jedná se o „sport, ve kterém je drtivá většina zranění jezdců drobná a nevýznamná, ale ve kterém vždy existuje možnost katastrofických následků.“.

### Statistiky
Ačkoli se všestrannost datuje k roku 1902, až do roku 1999 nebyly žádné obavy o bezpečnost koně a jezdce. Ten rok došlo v důsledku pádů pouze ve Velké Británii k pěti úmrtím jezdců, přičemž čtyři z těchto pěti jezdců zemřeli kvůli rotačnímu pádu. V důsledku těchto úmrtí vydala v dubnu 2000 Fédération Equestre Internationale (FEI) „Zpráva Mezinárodního výboru pro bezpečnost všestrannosti“ a doporučila vytvoření výroční zprávy FEI, která by zahrnovala řadu témat. Mezi lety 1997 a 2008 „zahynulo nejméně 37 závodníků v důsledku zranění způsobených při soutěži cross - country“. Nejméně 25 z těchto úmrtí bylo způsobeno rotačním pádem. Tato úmrtnost se koncentrovala ve Spojených státech a Velké Británii, na pony klub, národní a mezinárodní úrovni. Někteří „špičkoví závodníci, trenéři a návrháři kurzů však tvrdí, že počet obětí a zranění ve sportu je s největší pravděpodobností spojen s příchodem nových jezdců“, což naznačuje, že nedostatek zkušeností zvyšuje pravděpodobnost pádu. 
FEI provedla statistickou zprávu o řízení rizik všestrannosti, představující statistiky soutěží, startů, pádů a zranění mezi lety 2006 a 2016. V roce 2006 bylo celkem 13 660 startů, se 789 pády, z toho 51 pádů bylo klasifikováno jako rotační pád a 12 z nich mělo za následek vážné zranění jezdce. O deset let později v roce 2016 však došlo k významnému nárůstu – start 19 921 jezdců, z toho 1064 pádů. Nicméně, navzdory nárůstu jak závodníků, tak celkových pádů, pouze 30 z nich bylo klasifikováno jako rotační pády a 5 jezdců mělo za následek vážné zranění. Porovnáním těchto statistik rotačního pádu napříč deseti lety je patrné jasné snížení rotačních pádů

### Nedávné případy rotačního pádu vedoucích k úmrtí

#### Australské případy
Dne 6. března 2016 se Olivia Inglis a její kůň Coriolanus (také známý jako Togha) účastnili cross-country Scone Horse Trials v Novém Jižním Walesu v Austrálii. Na překážce 8A / 8B Inglis a Togha úspěšně skočili. Avšak při skákání druhé překážky spadl kůň i jezdec. Inglis byla fatálně zraněna a zemřela. Tato smrt byla velkým šokem pro australskou a celosvětovou komunitu. Judy Fasher, předsedkyně Equestrian Australia popisuje incident jako „absolutně hrozný“ a „něco, co jsme nemohli předvídat.“ 
30. dubna 2016, téměř sedm týdnů po smrti Olivie Inglis, se Caitlyn Fischer a její kůň Ralphie pustili do cross-country v Dydney International Trials. U druhé překážky, jen 210 metrů od začátku závodu pár spadl a Fischer byla smrtelně zraněna. Fasher opět vydala prohlášení, že „je to šokující pro všechny zúčastněné“.
V roce 2019 došlo k úmrtí Olivie Inglis a Caitlyn Fischer. Obě úmrtí vyvolaly obavy týkající se bezpečnosti v rámci všestrannosti. V důsledku vyšetřování těchto dvou tragických úmrtí se vydala široká škála doporučení v následujících oblastech: bezpečnostní důstojníci, návrh kursu, revizní procesy, řízení událostí, zástupci sportovců, osobní ochranné prostředky, sběr dat, lékařské pokrytí, organizace událostí a rozhodčí.

#### Britské případy
4. září 2004, Caroline Pratt, široce oslavovaná britská závodnice ve všestrannosti, soutěžila v Burghley Horse Trials se svým koněm Primitive Streak. U vodního skoku došlo k rotačnímu pádu, po kterém se Caroline objevila „asi ve dvou stopách vody“, navzdory pokusům o resuscitaci na místě a v nemocnici zemřela. Reportér Sunday Telegraph v davu informoval, že v publiku „mnozí plakali. Bylo hrozné to vidět “, další reportér Beany McLean, jezdecký korespondent, řekl:„ Byl to jeden z těch pádů, který způsobí, že vaše srdce okamžitě poklesne“.
11. srpna 2019 Iona Sclaterová a její kůň Jack trénovali u svého domu Cambridgeshire, když při skákání sena o velikosti přibližně 1,32 metru kůň zakopl o skok, což mělo za následek rotační pád. Koronerova zpráva zaznamenala smrt jako náhodnou a příčinou smrti bylo rozdrcení její hrudi. 

#### Americké případy
14. května 2016 se Philippa Humphreys v New Jersey zúčastnila CCI *** Fresh International Three-Day Event na koni Rich N Famous. Tato dvojice zaznamenala rotační pád u překážky 16 a přes úsilí lékařů byl pád pro Philippu fatální. Generální sekretářka FEI Sabrina Ibáñez komentovala, „byla to hrozná nehoda, která měla za následek tragickou ztrátu zkušeného jezdce.“
11. července 2019 Ashley Stout a její kůň Avant Garde absolvovali trénink v „Standing Ovation Centre (SOEC) v Halfmoon Township, Pennsylvania“. Zemřela třináctiletá americká dívka a její kůň. Středisko vydalo prohlášení; „dnes v noci truchlíme nad neuvěřitelnou ztrátou dvou neuvěřitelně krásných duší“.

## Zvyšování bezpečnosti

### Bezpečnost koně a jezdce
Jízda na koni je považována za nebezpečný sport. Bezpečnostní opatření byla a stále jsou zaváděna, aby se tato rizika snížila, tato opatření se točí kolem jezdce, koně a události.

#### Helma
Pravidla soutěže, jak je řídí FEI a jednotlivě je prosazují země po celém světě vlastními orgány. Standardy pro jezdce, stanoví, že všichni jezdci musí mít během soutěže v terénu „akreditovanou bezpečnostní helmu“. Tyto standardy jsou pravidelně revidovány a aktualizovány jak FEI, tak jednotlivými zeměmi. Například Equestrian Australia zavedla nové nařízení, označování helem. To umožní „úředníkům snadněji identifikovat ty přilby, které vyhovují normám“, všechny přilby mají na nich viditelnou barevnou značku pro úředníky, kteří sdělují, že přilba byla zkontrolována a splňuje současné normy.

#### Chrániče těla
Chrániče těla jsou kusy vybavení, které jezdci používají v mnoha různých typech jízdy, jedním konkrétním typem je cross country. Chránič těla tradičně „je vesta vyplněná pěnou, která se nosí na oděvu“, je navržena tak, aby chránila horní část těla (žebra a páteř) před vážným zraněním, pokud dojde k pádu. Regulace chráničů těla byla projednána National Eventing Committee (NEC) mnohokrát, „pouze do konce roku 2006 se NEC rozhodla, že chrániče těla budou povinné“. V letech 2006 až 2006 byla provedena studie o chráničích těla, ve kterých byli jezdci dotázáni: „Měli jste na sobě chrániče zad?“, Více než 90% jezdců „uvedlo, že je nosí, přestože neexistuje žádná regulace, která to vyžaduje“. Byl zaveden nový typ chrániče těla, nafukovací vesty. Konstrukce je “plynová nádoba, spojená šňůrou k sedlu koně, je odepnuta, když je šňůra tažena během pádu a nafoukne bundu za zlomek sekundy”. Tato konstrukce má potenciál snížit šanci úmrtí v důsledku rotačního pádu díky své konstrukci, jejímž cílem je rozptýlit sílu nárazu „a snížit kompresi hrudníku“.

#### Mazání nohou
Přestože je pro koně k dispozici méně ochranných opatření, jednou z klíčových technik používaných jezdci ke zvýšení bezpečnosti kurzu pro koně je mazání nohou. Jezdci umístí mazivo na „přední a zadní nohy koně, aby zabránili oděrům ze skoků a pokud narazí na překážku, sklouznou z ní o něco více“. To zvláště pomáhá při prevenci rotačních pádů, protože povzbuzuje nohy, aby zasáhly skok, ale aby se sklouzly, na rozdíl od toho, aby byly zachyceny nebo ponechány za sebou a způsobily tak možné klopýtnutí nebo rotační pád.